# Gasland
Gasland é um documentário de 2010 dirigido por Josh Fox e produzido por Trish Adlesic. Como reconhecimento, foi nomeado ao Oscar 2011 na categoria de Melhor Documentário em Longa-metragem.